# 林昭文

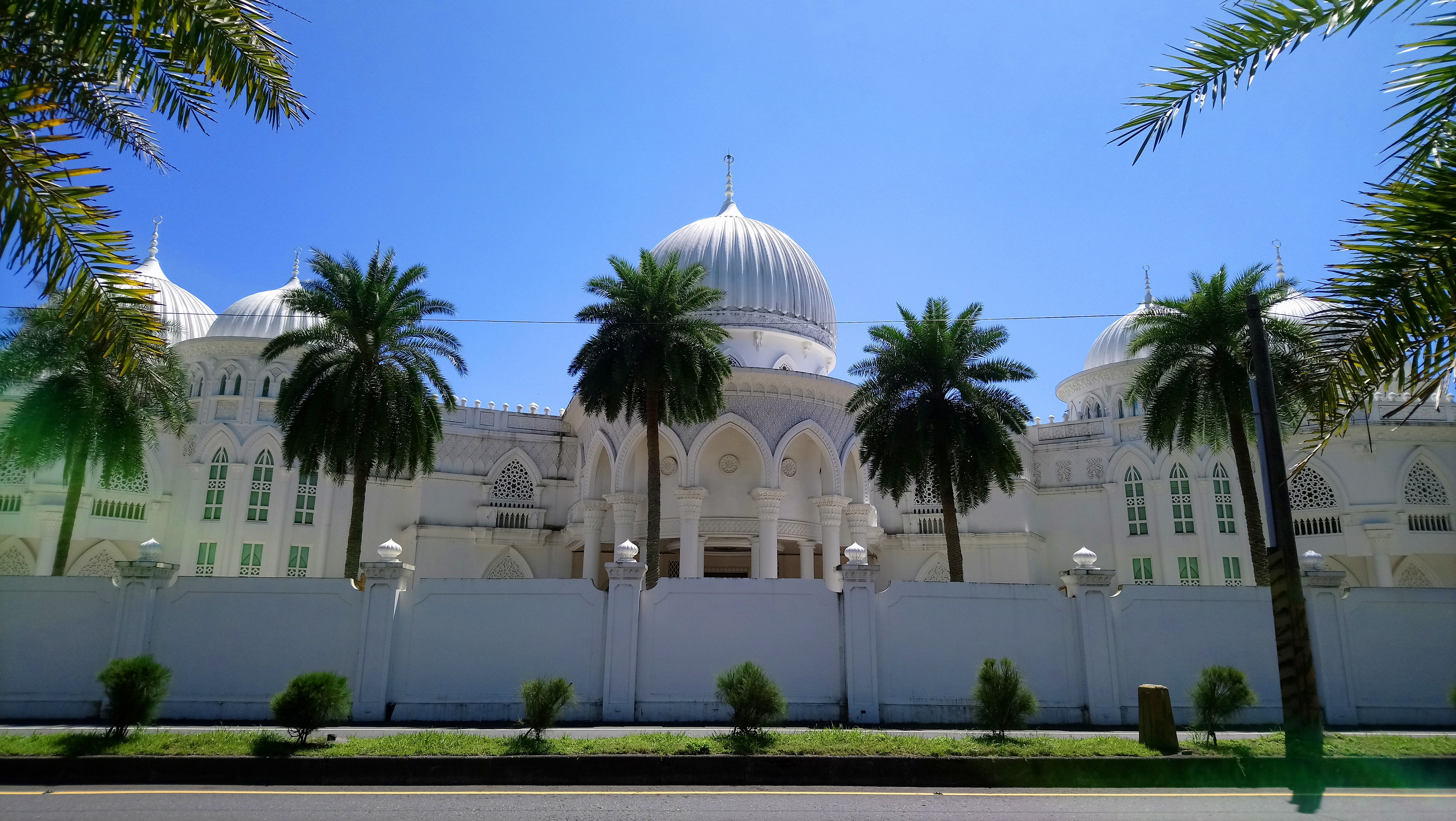
榮梓博物館，林昭文在宜蘭縣頭城鎮外澳的招待所。

林昭文（1936年—2019年4月28日），綽號「台灣阿拉伯王」，出身臺灣宜蘭羅東的企業家。他是友愛百貨的創辦者之一。

## 生平
早年，林昭文自行創業，曾販賣文具、經營印刷廠，又在臺中轉投資佳美食品從事果汁製造販售事業。
石油危機發生後，他前往沙烏地阿拉伯投資餐飲業，成立「華宮」餐廳；該餐廳一度有40間分店。同時，他也虔誠信奉伊斯蘭教，並在經商有成後返鄉。
游錫堃任宜蘭縣長時說服他在宜蘭興建百貨公司；該百貨公司被命名為「宜蘭友愛百貨公司」，並於1997年開始營運，成為宜蘭第一家百貨公司及當地市區重要地標之一，又創造出約500個職缺（該百貨後於2016年3月歇業）。同時，他也在宜蘭頭城外澳海邊興築多棟外觀白色的仿伊斯蘭建築「榮梓博物館」，其佔地面積約2400坪，被當地人稱作「小白宮」；一旁也有杭州式園林建築，並以妻之名取名「桂蓮園」。另外，他也曾在頭城開設度假村。
晚年，他將所有事業分別交由3個兒子經營。
2019年4月28日，他因胰臟癌在臺北榮民總醫院病逝；家屬隨後依其遺願處理後事，僅於龍巖台北會館開放親友弔唁。

## 慈善事業
林昭文曾在宜蘭縣社會福利聯合勸募基金會擔任董事近10年；期間每逢勸募餐會總是全額贊助。